# Cá sỉnh gai
Cá sỉnh gai hoặc cá mát  (danh pháp hai phần: Onychostoma laticeps) là một loài cá thuộc họ Cyprinidae (cá chép). Loài cá nước ngọt này sinh sống ở Việt Nam và Trung Quốc. Nó được liệt kê vào sách đỏ Việt Nam. Cá sỉnh gai ăn các chất hữu cơ vụn nát và các loài tảo bám, đôi khi cũng ăn các loài động vật không xương sống cỡ nhỏ.